# 切切利夫卡共和国
切切利夫卡共和国（烏克蘭語：Чечелівська республіка）是1905年俄国革命时期于俄罗斯帝国叶卡捷琳诺斯拉夫（今乌克兰聶伯城）及其周边地区建立的工人自治政府，存在于1905年12月8日—22日，得名于1905年10月11日俄国政府军在切切利夫卡（今位於聶伯城內）与5000多名群众发生的冲突（该冲突造成22人死亡）。当时，工人代表苏维埃及其下属的激进罢工委员会夺取了权力。该政权的领导人是俄国社会民主工党党员安德烈·布雷金和格里戈里·彼得罗夫斯基。